# Violent Pacification
Violent Pacification es un EP de la banda D.R.I., lanzado en 1984 por el sello R Radical Records. Los cuatro temas que contiene, se pueden encontrar, también, en un posterior lanzamiento del anterior álbum, Dirty Rotten EP. La banda de thrash metal Slayer, hizo un cover de la canción «Violent Pacification» en su disco de covers Undisputed Attitude.

## Listado de temas

### Cara A («This Side»)
1. «Violent Pacification» (2:54)

### Cara B («Flipside»)
1. «Running Around» (0:55)
2. «Couch Slouch» (1:23)
3. «To Open Closed Doors» (0:29)

## Créditos
- Spike Cassidy - Guitarra, coros
- Kurt Brecht - Voz
- Josh Pappe - Bajo
- Eric Brecht - Batería, coros